# Arthropogon
Arthropogon Nees é um género botânico pertencente à família Poaceae, subfamília Panicoideae, tribo Paniceae.
Suas espécies ocorrem na América do Sul.

## Sinônimo
- Achlaena Griseb.

## Espécies
- Arthropogon bolivianus Filg.
- Arthropogon filifolius Filg.
- Arthropogon lanceolatus Filg.
- Arthropogon piptostachyus (Griseb.) Pilg.
- Arthropogon rupestris Filg.]
- Arthropogon scaber  Pilg. & Kuhlm.
- Arthropogon stipitatus Hackel
- Arthropogon villosus Nees
- Arthropogon xerachne Ekman